# Carlo di Ferdinando de' Medici
Carlo de' Medici (Firenze, 19 marzo 1595 – Montughi, 17 giugno 1666) è stato un cardinale e vescovo italiano.

## Biografia

### Infanzia e avvio alla carriera ecclesiastica
Figlio del granduca Ferdinando I de' Medici (che a sua volta era stato cardinale prima di rinunciare alla porpora per dirigere lo stato di Toscana) e Cristina di Lorena, ebbe una carriera di successo nella gerarchia ecclesiastica. Amante delle arti e della vita agiata, abbellì Villa Medici a Roma, mentre a Firenze fece ristrutturare, per esempio, la Villa di Careggi.

### Cardinalato
Fu nominato cardinale appena ventenne, da papa Paolo V nel concistoro del 2 dicembre 1615, con il titolo di Santa Maria in Domnica e fino alla nomina del cardinale Agostino Spinola è stato il porporato italiano più giovane. Quando era a Roma, risiedeva tra Villa Medici e palazzo Madama, ambedue ereditati da suo padre.
Il suo titolo fu trasferito a San Nicola in Carcere nel 1623, mentre nel 1644 fu il cardinale protodiacono al conclave che elesse papa Innocenzo X. Fu brevemente titolare di Sant'Eustachio prima di essere nominato cardinale presbitero nel dicembre dello stesso anno, con il titolo di San Sisto.
L'anno successivo venne nominato cardinale vescovo con la sede suburbicaria di Sabina, ma presto egli optò per quella di Frascati sette mesi dopo.
Il 29 aprile 1652 fu nominato cardinale vescovo di Porto e Santa Rufina e vice-decano del collegio cardinalizio.
Nel 1653 ottenne l'erezione della diocesi di Prato elevando a vescovato la locale prepositura nullius, sua dal 1619, a cui rinunciò contemporaneamente.
Già il 23 settembre dello stesso 1652 divenne decano del collegio dei cardinali e cardinale-vescovo di Ostia e Velletri. Presiedette il conclave che elesse papa Alessandro VII.

### Morte e sepoltura
Morì a Firenze nel 1666 e venne sepolto nella cripta con gli altri membri della sua famiglia in San Lorenzo.
Nel 1857, durante una prima ricognizione delle salme dei Medici, così venne ritrovato il suo corpo: 

## Conclavi
Durante il suo cardinalato, Carlo de'Medici partecipò ai seguenti conclavi:
- conclave del 1621, che elesse papa Gregorio XV
- conclave del 1623, che elesse papa Urbano VIII
- conclave del 1644, che elesse papa Innocenzo X
- conclave del 1655, che elesse papa Alessandro VII

## Genealogia episcopale
La genealogia episcopale è:
- Cardinale Scipione Rebiba
- Cardinale Giulio Antonio Santori
- Cardinale Girolamo Bernerio, O.P.
- Arcivescovo Galeazzo Sanvitale
- Cardinale Ludovico Ludovisi
- Cardinale Luigi Caetani
- Cardinale Alessandro Bichi
- Arcivescovo Annibale Bentivoglio
- Cardinale Carlo di Ferdinando de' Medici

## Ascendenza
|                                |                       |                                  | Genitori                              |  |  | Nonni |  |  | Bisnonni                  |  |  | Trisnonni            |  |
|                                |                       |                                  |                                       |  |  |       |  |  | Giovanni dalle Bande Nere |  |  | Giovanni il Popolano |  |
|                                |                       |                                  |                                       |  |  |       |  |  | Giovanni dalle Bande Nere |  |  | Giovanni il Popolano |  |
|                                |                       | Caterina Sforza                  |                                       |  |  |       |  |  | Giovanni dalle Bande Nere |  |  |                      |  |
| Cosimo I de' Medici            |                       |                                  |                                       |  |  |       |  |  | Giovanni dalle Bande Nere |  |  |                      |  |
|                                |                       | Maria Salviati                   | Jacopo Salviati                       |  |  |       |  |  |                           |  |  |                      |  |
|                                |                       | Maria Salviati                   | Jacopo Salviati                       |  |  |       |  |  |                           |  |  |                      |  |
|                                |                       | Maria Salviati                   | Lucrezia di Lorenzo de' Medici        |  |  |       |  |  |                           |  |  |                      |  |
| Ferdinando I de' Medici        |                       | Maria Salviati                   |                                       |  |  |       |  |  |                           |  |  |                      |  |
|                                |                       | Pedro Álvarez de Toledo y Zúñiga | Fadrique Álvarez de Toledo y Enríquez |  |  |       |  |  |                           |  |  |                      |  |
|                                |                       | Pedro Álvarez de Toledo y Zúñiga | Fadrique Álvarez de Toledo y Enríquez |  |  |       |  |  |                           |  |  |                      |  |
|                                |                       | Pedro Álvarez de Toledo y Zúñiga | Isabel de Zúñiga                      |  |  |       |  |  |                           |  |  |                      |  |
| Eleonora di Toledo             |                       | Pedro Álvarez de Toledo y Zúñiga |                                       |  |  |       |  |  |                           |  |  |                      |  |
|                                |                       | María Osorio y Pimentel          | Luis Pimentel y Pacheco               |  |  |       |  |  |                           |  |  |                      |  |
|                                |                       | María Osorio y Pimentel          | Luis Pimentel y Pacheco               |  |  |       |  |  |                           |  |  |                      |  |
|                                |                       | María Osorio y Pimentel          | Juana Osorio                          |  |  |       |  |  |                           |  |  |                      |  |
| Carlo di Ferdinando de' Medici |                       | María Osorio y Pimentel          |                                       |  |  |       |  |  |                           |  |  |                      |  |
|                                | Francesco I di Lorena | Antonio di Lorena                |                                       |  |  |       |  |  |                           |  |  |                      |  |
|                                | Francesco I di Lorena | Antonio di Lorena                |                                       |  |  |       |  |  |                           |  |  |                      |  |
|                                | Francesco I di Lorena | Renata di Borbone-Montpensier    |                                       |  |  |       |  |  |                           |  |  |                      |  |
| Carlo III di Lorena            | Francesco I di Lorena |                                  |                                       |  |  |       |  |  |                           |  |  |                      |  |
|                                |                       | Cristina di Danimarca            | Cristiano II di Danimarca             |  |  |       |  |  |                           |  |  |                      |  |
|                                |                       | Cristina di Danimarca            | Cristiano II di Danimarca             |  |  |       |  |  |                           |  |  |                      |  |
|                                |                       | Cristina di Danimarca            | Isabella d'Asburgo                    |  |  |       |  |  |                           |  |  |                      |  |
| Cristina di Lorena             |                       | Cristina di Danimarca            |                                       |  |  |       |  |  |                           |  |  |                      |  |
|                                |                       | Enrico II di Francia             | Francesco I di Francia                |  |  |       |  |  |                           |  |  |                      |  |
|                                |                       | Enrico II di Francia             | Francesco I di Francia                |  |  |       |  |  |                           |  |  |                      |  |
|                                |                       | Enrico II di Francia             | Claudia di Francia                    |  |  |       |  |  |                           |  |  |                      |  |
| Claudia di Valois              |                       | Enrico II di Francia             |                                       |  |  |       |  |  |                           |  |  |                      |  |
|                                |                       | Caterina de' Medici              | Lorenzo de' Medici duca di Urbino     |  |  |       |  |  |                           |  |  |                      |  |
|                                |                       | Caterina de' Medici              | Lorenzo de' Medici duca di Urbino     |  |  |       |  |  |                           |  |  |                      |  |
|                                |                       | Caterina de' Medici              | Maddalena de La Tour d'Auvergne       |  |  |       |  |  |                           |  |  |                      |  |
|                                |                       | Caterina de' Medici              |                                       |  |  |       |  |  |                           |  |  |                      |  |